# Stillnau
Das Pfarrdorf Stillnau ist ein Ortsteil des Marktes Bissingen im Regierungsbezirk Schwaben in Bayern.

## Lage
Der Ort liegt auf den Jurahöhen über dem Rohrbachtal, einem linken Zufluss der Kessel etwa 1,5 km nordöstlich von Bissingen inmitten landwirtschaftlich genutzter Flächen. Nach Göllingen im Westen und Rohrbach und Thurneck im Norden sind es jeweils etwa 2 km.

## Geschichte

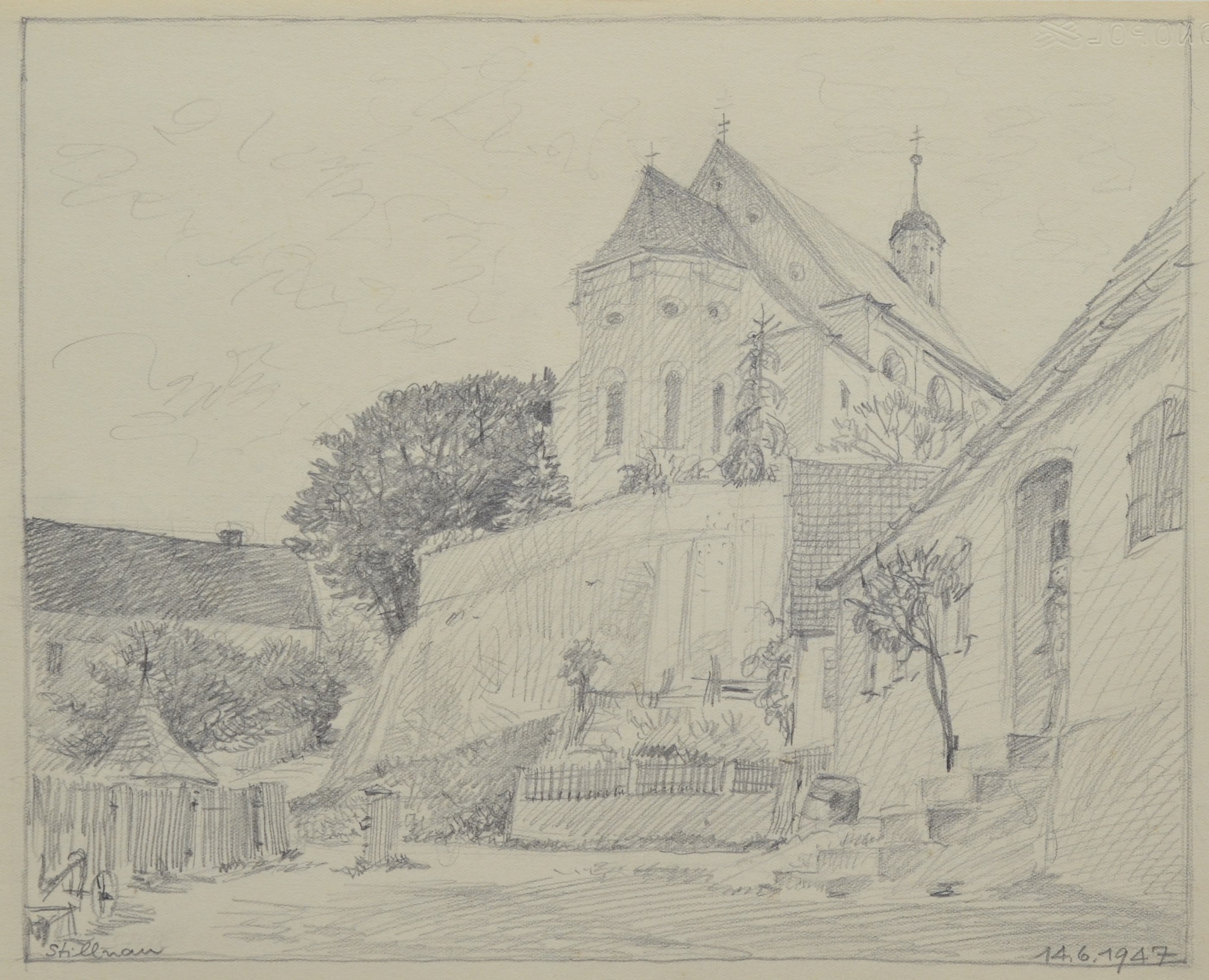
Stillnau im Jahr 1947

Stillnau wurde erstmals um das Jahr 1150 Stillenouwe genannt, was wahrscheinlich als Kurzform zu Stillenbachouwe oder Stillenachouwe zu deuten ist, das heißt als (Siedlung bei der) an einem „stillen“ (leise fließenden) Bach gelegenen Au. Der Ort ist keine Ursiedlung, sondern als von Bissingen aus angelegte Ausbausiedlung zu betrachten.
Grundherrschaftlich waren hier vor allem die Herrschaft Hohenburg-Bissingen sowie die Grafschaft Oettingen (Vogtamt Unterbissingen) begütert; erstere besaß hier um 1559 zwei Höfe, 12 Sölden, ein Lehen und das Hirtenhaus, letztere um 1573 einen Hof, 12 Sölden und eine Hofreite. Diese beiden Grundherrschaften blieben bestimmend bis zum Ende der alten Ordnung.
Von etwa 1150 bis 1384 wird ein niederes Adelsgeschlecht erwähnt, welches sich nach dem Orte benannte, die Herren von Stillenawe (oder auch Stillenowe). Der Standort ihrer Burg und in wessen Diensten sie ursprünglich standen, ist ungewiss.
Im Jahre 1813 zählte der Ort 40 Wohnhäuser und 1961 42 Wohngebäude.
Am 1. Mai 1978 wurde die bis dahin selbständige Gemeinde Stillnau in den Markt Bissingen eingegliedert.

## Pfarrkirche St. Alban
Hauptartikel: St. Alban (Stillnau)

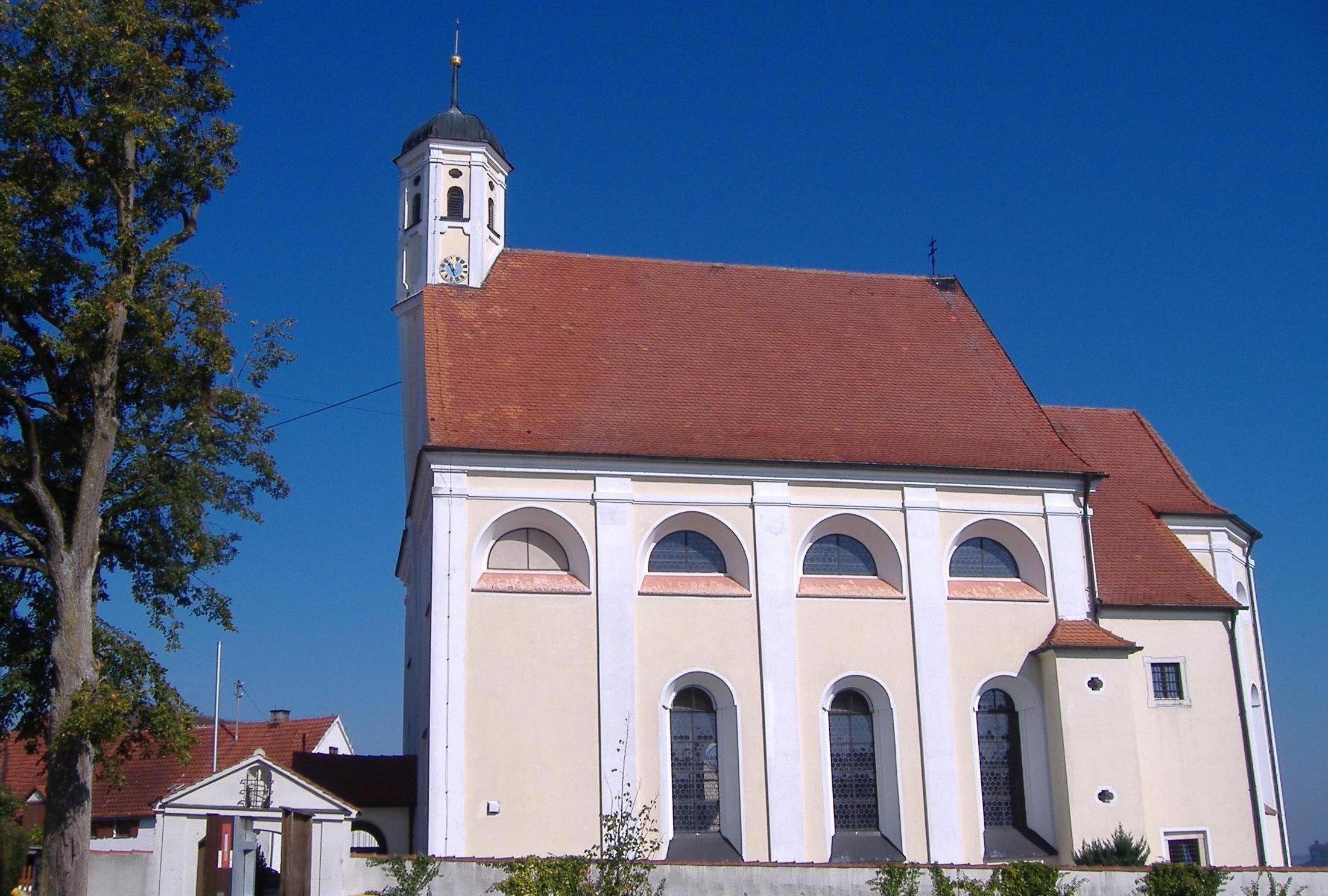
Wallfahrtskirche St. Alban

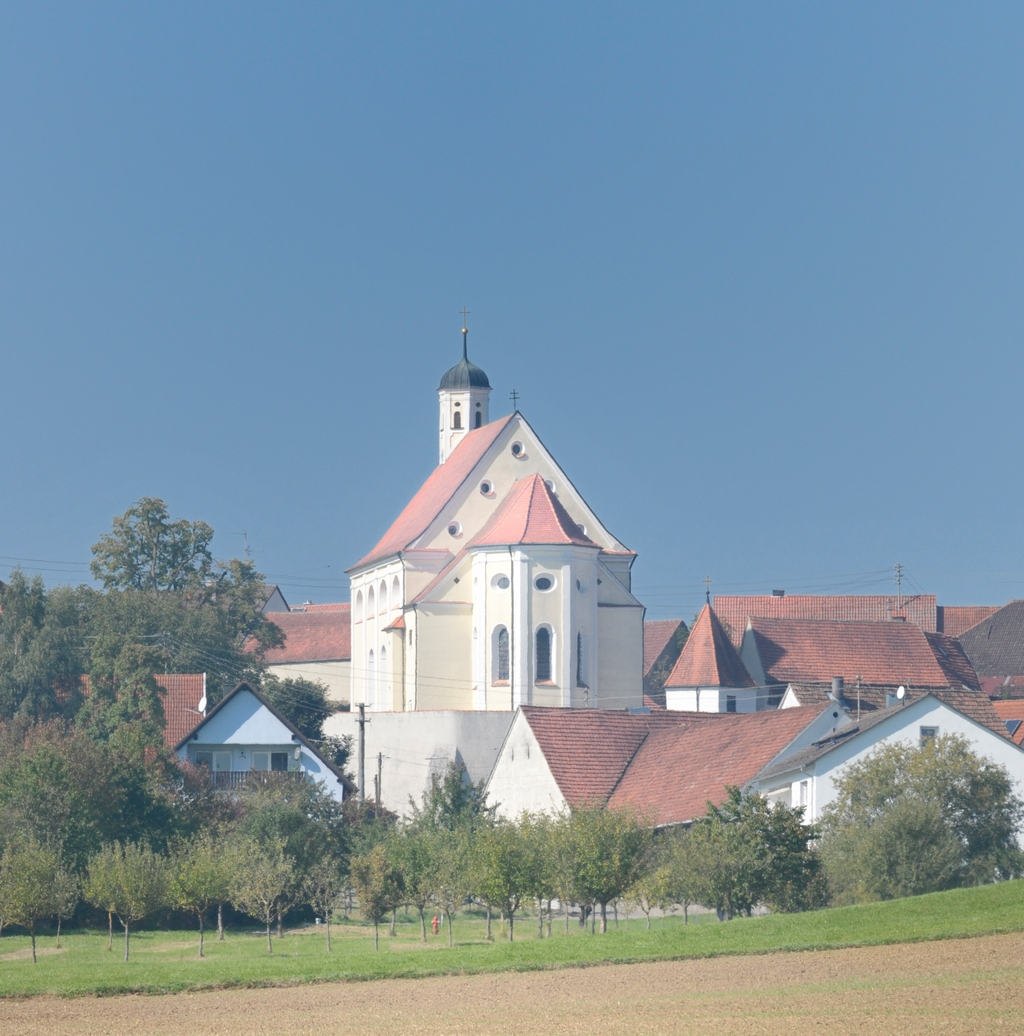
St. Alban von Süden

Die Pfarrkirche St. Alban war früher eine zeitweise stark besuchte Wallfahrtskirche. Ihr heutiger Bau im barocken Stil geht auf die Jahre 1669–1672 zurück. In der römisch-katholischen Pfarrkirche gelten die Orgel und die Kanzel als künstlerische Kostbarkeiten.
Ursprünglich gehörte Stillnau zur Pfarrei Bissingen und wurde erst über ein Schulbenefizium (1828) im Jahre 1847 zu einer eigenen Pfarrei erhoben. 1847 wurde Stillnau eine eigene Pfarrei.

## Baudenkmäler
Siehe: Liste der Baudenkmäler in Stillnau